# Moto Guzzi V7 Stone
La Moto Guzzi V7 Stone è una moto naked della Moto Guzzi, commercializzata nel 2012, come ultima evoluzione della V7 Classic del 2008, modificata stilisticamente, ma soprattutto con nuovo motore.

## Contesto
Il motore, della cilindrata da 744 cm³ raffreddato ad aria, è nuovo per il 70 per cento delle sue parti.
La potenza è stata portata a 48 CV a 6200 giri al minuto, con una riduzione dei consumi del 10 per cento.
Il telaio tubolare a doppia culla in acciaio resta invariato dal precedente modello mentre si rinnova il cambio (sempre a 5 marce) con un preselettore più preciso e morbido
Prodotta anche nelle versioni: Special (con cromature, vernice bicolore e ruote a raggi) e Racer (con serbatoio cromato, sella monoposto e allestimento sportivo).